# 巨龙乡
巨龙乡，是中华人民共和国四川省甘孜藏族自治州稻城县下辖的一个乡镇级行政单位。

## 行政区划
巨龙乡下辖以下地区：
同古村、亚中村、培中村、西沙村、迷底村、卫仲村、洛洛村、谷都村、杰中村、瓦龙村和然央村。